# Andrei Iwanowitsch Tschemerkin
Andrei Iwanowitsch Tschemerkin (russisch: Андрей Иванович Чемеркин; * 17. Februar 1972 in Solnetschnodolsk, Region Stawropol) ist ein russischer Gewichtheber im Superschwergewicht.

## Leistungen
Tschemerkin war mehrfacher Weltmeister, Olympiasieger 1996 und Olympiadritter 2000.

## Bestleistungen
- 202,5 kg im Reißen bei den Olympischen Spielen 2000 in Sydney.
- 262,5 kg im Stoßen bei der Weltmeisterschaft 1997 in Chiang Mai.
- 462,5 kg im Zweikampf bei den Olympischen Spielen 2000 in Sydney.